# Peachoid

Il Peachoid

Il Peachoid è una torre idrica alta 41 m che raffigura una pesca. Situata a Gaffney, nella Carolina del Sud, può contenere fino a 3.78541 milioni di litri d'acqua, corrispondenti a un milione di galloni americani d'acqua.
Si trova fuori dalla omonima Peachoid Road di fianco alla Interstatale 85, tra l'uscita 90 e 92.
La torre idrica è stata costruita nel 1981, dalla Chicago Bridge and Iron Company, in acciaio e cemento.